# Feldschlösschen (Minden)

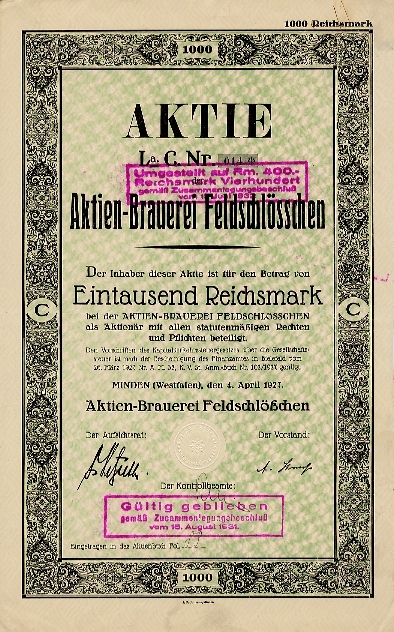
Aktie der Aktien-Brauerei Feldschlösschen aus dem Jahr 1921

Die Aktien-Brauerei Feldschlösschen im ostwestfälischen Minden war eine Brauerei, die unter- und obergärige Biere, Pils und Exportbiere produzierte. Bekannteste Marke der Brauerei war das Weser-Pils, die Brauerei war lange Zeit Hauptlieferant des Mindener Freischießen.

## Geschichte

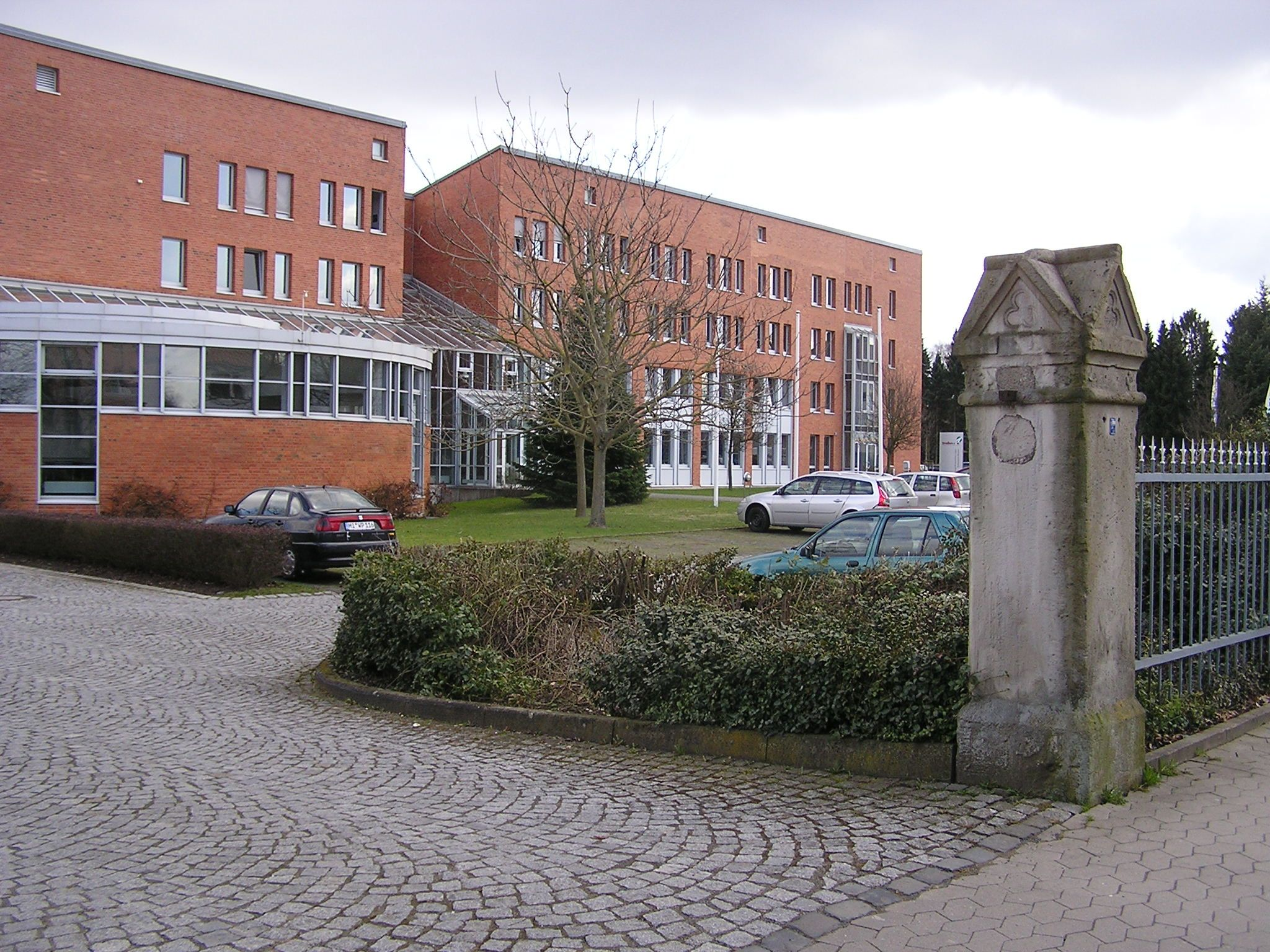
Das neu bebaute Gelände der Feldschlösschen Brauerei, im Vordergrund ein alter Torpfosten der Brauerei.

Gegründet wurde die Brauerei im Jahr 1865 unter dem Namen Dampfbierbrauerei Feldschlösschen Brettholz & Denkmann. Am 1. März 1888 erfolgte die Gründung der Aktien-Brauerei Feldschlösschen zum Zweck des Fortbetriebs der Brauerei Brettholz & Denkmann. Ab 1918 begann eine kräftige Expansion der Gesellschaft, indem sie das Braukontingent der Stiftsbrauerei in Minden erwarb und im Jahr 1922 das Braukontingent der Kronenbrauerei in Bückeburg; im Jahr 1924 wurde die Städtische Brauerei Hempel hinzugekauft, allerdings 1929 wieder veräußert. Im Jahr 1924 ging die Aktien-Brauerei Feldschlösschen eine Interessengemeinschaft mit der Sparren-Bräu AG Bielefeld ein, die aber bereits 1925 wieder gelöst wurde.
Nach wirtschaftlichen Problemen erfolgte 1931 die Sanierung der Gesellschaft durch Zusammenlegung von Aktien und einer Reduzierung des Stammkapitals, ein Vorgang, der noch zweimal wiederholt werden musste. Trotz der Rettungsversuche ging die Gesellschaft zwei Jahre später in Konkurs, wurde nach der Abwicklung aber unter gleichem Namen wiederum als Aktiengesellschaft weiterbetrieben.
Seit 1951 erwarb die Berliner Schultheiss-Brauerei Anteile an der Aktien-Brauerei Feldschlösschen, besaß Anfang der 1960er Jahre mindestens 50 Prozent der Aktien und hielt zum Schluss mehr als 98 Prozent. Zu dieser Zeit produzierte die Aktien-Brauerei Feldschlösschen zwischen 60.000 und 70.000 Hektolitern jährlich. 1978 ging die Aktien-Brauerei Feldschlösschen endgültig in der Dortmunder Union-Schultheiss-Brauerei AG auf – heute Brau und Brunnen AG, die wiederum seit 2004 Teil der Radeberger Gruppe im Oetker-Konzern ist.
Die eigentliche Brauerei wurde Anfang der 1980er Jahre stillgelegt. 1990 wurde das ehemalige Betriebsgelände an der Marienstraße in Minden veräußert. Heute befindet sich dort ein Einkaufszentrum und bis 2009 die Außenstelle von Straßen NRW. Ab 2011 übernahm die Volksbank Mindener Land die Immobilie und richtete unter der Postadresse Marienstraße 124 hier ihre Hauptstelle ein.
2008 lief der Markenschutz für die Traditionsmarke Weser-Pils aus, sie wurde daraufhin von dem Mindener Jürgen Gronert und dem Braumeister Daniel Sander gekauft. Sie brauen ab 2010 das Pils in einer eigenen Rezeptur, denn die Originalrezepte waren nicht mehr auffindbar. Das "neue" Weserpils wurde dann weiter ausgebaut und der Vertrieb organisiert.
Der langjährige Betriebsratsvorsitzende der Feldschlösschen-Brauerei Hans-Joachim Scharmacher wurde 2009 für seine Verdienste mit der Verdienstmedaille des Verdienstordens der Bundesrepublik Deutschland ausgezeichnet.